# Maladera moebiusi
Maladera moebiusi är en skalbaggsart som beskrevs av Brenske 1898. Maladera moebiusi ingår i släktet Maladera och familjen Melolonthidae. Inga underarter finns listade i Catalogue of Life.